# Campionato europeo di pallanuoto 1958 (maschile)
La IX edizione del campionato europeo di pallanuoto si disputò dal 31 agosto al 6 settembre 1958 nel corso dei noni campionati europei di nuoto. Per la seconda volta nella storia la competizione ebbe luogo a Budapest.
Al torneo presero parte 14 nazionali. La formula fu la stessa della precedente edizione di Torino, con la differenza che anche le squadre eliminate al primo turno disputarono un girone di classificazione.

Gli ungheresi padroni di casa conquistarono il loro secondo titolo continentale consecutivo, il settimo in assoluto.

## Squadre partecipanti
GRUPPO A
- Belgio
- Paesi Bassi
- Gran Bretagna
- Ungheria

GRUPPO B
- Bulgaria
- Germania Ovest
- Jugoslavia
- Polonia

GRUPPO C
- Austria
- Germania Est
- Unione Sovietica

GRUPPO D
- Francia
- Italia
- Spagna

## Fase preliminare

### Gruppo A
|    | Squadra       | Punti | G | V | N | P | GF | GS | DR  |
| -- | ------------- | ----- | - | - | - | - | -- | -- | --- |
| 1. | Ungheria      | 6     | 3 | 3 | 0 | 0 | 21 | 2  | +19 |
| 2. | Paesi Bassi   | 4     | 3 | 2 | 0 | 1 | 14 | 11 | +3  |
| 3. | Belgio        | 1     | 3 | 0 | 1 | 2 | 8  | 20 | -12 |
| 4. | Gran Bretagna | 1     | 3 | 0 | 1 | 2 | 7  | 17 | -10 |

| Data     | Gara        | Gara  | Gara          |
| -------- | ----------- | ----- | ------------- |
| 31-08-58 | Paesi Bassi | 4 - 2 | Gran Bretagna |
| 31-08-58 | Ungheria    | 7 - 0 | Belgio        |
| 01-09-58 | Paesi Bassi | 1 - 5 | Ungheria      |
| 01-09-58 | Belgio      | 4 - 4 | Gran Bretagna |
| 02-09-58 | Paesi Bassi | 9 - 4 | Belgio        |
| 02-09-58 | Ungheria    | 9 - 1 | Gran Bretagna |

### Gruppo B
|    | Squadra        | Punti | G | V | N | P | GF | GS | DR  |
| -- | -------------- | ----- | - | - | - | - | -- | -- | --- |
| 1. | Jugoslavia     | 6     | 3 | 3 | 0 | 0 | 19 | 3  | +16 |
| 2. | Germania Ovest | 4     | 3 | 2 | 0 | 1 | 15 | 10 | +5  |
| 3. | Polonia        | 2     | 3 | 1 | 0 | 2 | 6  | 11 | -5  |
| 4. | Bulgaria       | 0     | 3 | 0 | 0 | 3 | 4  | 20 | -16 |

| Data     | Gara           | Gara  | Gara           |
| -------- | -------------- | ----- | -------------- |
| 31-08-58 | Germania Ovest | 5 - 2 | Polonia        |
| 31-08-58 | Jugoslavia     | 8 - 1 | Bulgaria       |
| 01-09-58 | Bulgaria       | 1 - 7 | Germania Ovest |
| 01-09-58 | Jugoslavia     | 4 - 0 | Polonia        |
| 02-09-58 | Jugoslavia     | 7 - 2 | Germania Ovest |
| 02-09-58 | Polonia        | 4 - 2 | Bulgaria       |

### Gruppo C
|    | Squadra          | Punti | G | V | N | P | GF | GS | DR |
| -- | ---------------- | ----- | - | - | - | - | -- | -- | -- |
| 1. | Unione Sovietica | 4     | 2 | 2 | 0 | 0 | 10 | 3  | +7 |
| 2. | Germania Est     | 2     | 2 | 1 | 0 | 0 | 6  | 6  | 0  |
| 3. | Austria          | 0     | 2 | 0 | 0 | 2 | 2  | 9  | -7 |

| Data     | Gara             | Gara  | Gara         |
| -------- | ---------------- | ----- | ------------ |
| 31-08-58 | Unione Sovietica | 5 - 2 | Germania Est |
| 01-09-58 | Austria          | 1 - 4 | Germania Est |
| 02-09-58 | Unione Sovietica | 5 - 1 | Austria      |

### Gruppo D
|    | Squadra | Punti | G | V | N | P | GF | GS | DR  |
| -- | ------- | ----- | - | - | - | - | -- | -- | --- |
| 1. | Italia  | 4     | 2 | 2 | 0 | 0 | 15 | 5  | +10 |
| 2. | Francia | 2     | 2 | 1 | 0 | 1 | 10 | 12 | -2  |
| 3. | Spagna  | 0     | 2 | 0 | 0 | 2 | 7  | 15 | -8  |

| Data     | Gara    | Gara  | Gara    |
| -------- | ------- | ----- | ------- |
| 31-08-58 | Italia  | 7 - 3 | Francia |
| 01-09-58 | Francia | 7 - 5 | Spagna  |
| 02-09-58 | Italia  | 8 - 2 | Spagna  |

## Semifinali

### Gruppo 1
|    | Squadra        | Punti | G | V | N | P | GF | GS | DR  |
| -- | -------------- | ----- | - | - | - | - | -- | -- | --- |
| 1. | Ungheria       | 6     | 3 | 3 | 0 | 0 | 18 | 8  | +10 |
| 2. | Jugoslavia     | 4     | 3 | 2 | 0 | 1 | 14 | 8  | +6  |
| 3. | Paesi Bassi    | 2     | 3 | 1 | 0 | 2 | 6  | 12 | -6  |
| 4. | Germania Ovest | 0     | 3 | 0 | 0 | 3 | 9  | 19 | -10 |

| Data     | Gara        | Gara  | Gara           |
| -------- | ----------- | ----- | -------------- |
| 03-09-58 | Ungheria    | 8 - 4 | Germania Ovest |
| 03-09-58 | Jugoslavia  | 4 - 1 | Paesi Bassi    |
| 04-09-58 | Paesi Bassi | 4 - 3 | Germania Ovest |
| 04-09-58 | Ungheria    | 5 - 3 | Jugoslavia     |

### Gruppo 2
|    | Squadra          | Punti | G | V | N | P | GF | GS | DR  |
| -- | ---------------- | ----- | - | - | - | - | -- | -- | --- |
| 1. | Italia           | 6     | 3 | 3 | 0 | 0 | 19 | 8  | +11 |
| 2. | Unione Sovietica | 4     | 3 | 2 | 0 | 1 | 13 | 8  | +5  |
| 3. | Germania Est     | 2     | 3 | 1 | 0 | 2 | 9  | 15 | -6  |
| 4. | Francia          | 0     | 3 | 0 | 0 | 3 | 5  | 11 | -6  |

| Data     | Gara             | Gara  | Gara             |
| -------- | ---------------- | ----- | ---------------- |
| 03-09-58 | Italia           | 8 - 3 | Germania Est     |
| 03-09-58 | Unione Sovietica | 7 - 2 | Francia          |
| 04-09-58 | Germania Est     | 4 - 2 | Francia          |
| 04-09-58 | Italia           | 4 - 2 | Unione Sovietica |

### Qualificazioni 9º - 14º posto
| Data     | Gara    | Gara   | Gara          |
| -------- | ------- | ------ | ------------- |
| 03-09-58 | Polonia | 4 - 3  | Gran Bretagna |
| 03-09-58 | Spagna  | 4 - 6  | Belgio        |
| 03-09-58 | Austria | 13 - 5 | Bulgaria      |

## Fase finale

### Gruppo 1º - 4º posto
|    | Squadra          | Punti | G | V | N | P | GF | GS | DR  |
| -- | ---------------- | ----- | - | - | - | - | -- | -- | --- |
| 1. | Ungheria         | 6     | 3 | 3 | 0 | 0 | 16 | 5  | +11 |
| 2. | Jugoslavia       | 2     | 3 | 1 | 0 | 2 | 8  | 10 | -2  |
| 3. | Unione Sovietica | 2     | 3 | 1 | 0 | 2 | 7  | 10 | -3  |
| 4. | Italia           | 2     | 3 | 1 | 0 | 2 | 6  | 12 | -6  |

| Data     | Gara       | Gara  | Gara             |
| -------- | ---------- | ----- | ---------------- |
| 05-09-58 | Jugoslavia | 2 - 3 | Unione Sovietica |
| 05-09-58 | Italia     | 0 - 7 | Ungheria         |
| 06-09-58 | Ungheria   | 4 - 2 | Unione Sovietica |
| 06-09-58 | Jugoslavia | 3 - 2 | Italia           |

### Gruppo 5º - 8º posto
|    | Squadra        | Punti | G | V | N | P | GF | GS | DR |
| -- | -------------- | ----- | - | - | - | - | -- | -- | -- |
| 1. | Germania Est   | 4     | 3 | 2 | 0 | 1 | 13 | 9  | +4 |
| 2. | Paesi Bassi    | 4     | 3 | 2 | 0 | 1 | 11 | 10 | +1 |
| 3. | Germania Ovest | 2     | 3 | 1 | 0 | 2 | 10 | 10 | 0  |
| 4. | Francia        | 2     | 3 | 1 | 0 | 2 | 6  | 11 | -4 |

| Data     | Gara           | Gara  | Gara           |
| -------- | -------------- | ----- | -------------- |
| 05-09-58 | Germania Ovest | 5 - 0 | Francia        |
| 05-09-58 | Germania Est   | 3 - 5 | Paesi Bassi    |
| 06-09-58 | Germania Est   | 6 - 2 | Germania Ovest |
| 06-09-58 | Francia        | 4 - 2 | Paesi Bassi    |

### Gruppo 9º - 11º posto
|    | Squadra | Punti | G | V | N | P | GF | GS | DR |
| -- | ------- | ----- | - | - | - | - | -- | -- | -- |
| 1. | Polonia | 4     | 2 | 2 | 0 | 0 | 12 | 4  | +8 |
| 2. | Belgio  | 2     | 2 | 1 | 0 | 1 | 7  | 9  | -2 |
| 3. | Austria | 0     | 2 | 0 | 0 | 2 | 8  | 14 | -6 |

| Data     | Gara    | Gara  | Gara    |
| -------- | ------- | ----- | ------- |
| 04-09-58 | Belgio  | 6 - 5 | Austria |
| 05-09-58 | Polonia | 8 - 3 | Austria |
| 06-09-58 | Polonia | 4 - 1 | Belgio  |

### Gruppo 12º - 14º posto
|    | Squadra       | Punti | G | V | N | P | GF | GS | DR |
| -- | ------------- | ----- | - | - | - | - | -- | -- | -- |
| 1. | Spagna        | 2     | 2 | 1 | 0 | 1 | 9  | 8  | +1 |
| 2. | Gran Bretagna | 2     | 2 | 1 | 0 | 1 | 8  | 7  | +1 |
| 3. | Bulgaria      | 2     | 2 | 1 | 0 | 1 | 7  | 9  | -2 |

| Data     | Gara          | Gara  | Gara          |
| -------- | ------------- | ----- | ------------- |
| 04-09-58 | Bulgaria      | 5 - 4 | Spagna        |
| 05-09-58 | Spagna        | 5 - 3 | Gran Bretagna |
| 06-09-58 | Gran Bretagna | 5 - 2 | Bulgaria      |

## Classifica finale
| Pos. | Squadra          |
| ---- | ---------------- |
|      | Ungheria         |
|      | Jugoslavia       |
|      | Unione Sovietica |
| 4    | Italia           |
| 5    | Germania Est     |
| 6    | Paesi Bassi      |
| 7    | Germania Ovest   |
| 8    | Francia          |
| 9    | Polonia          |
| 10   | Belgio           |
| 11   | Austria          |
| 12   | Spagna           |
| 13   | Gran Bretagna    |
| 14   | Bulgaria         |

### Campioni
| Oro |
| Ungheria Ottó Boros László Jeney Gábor Csillag Zoltán Dömötör István Hevesi Tivadar Kanizsa György Kárpáti András Katona Kálmán Markovits Mihály Mayer Róbert Molnár István Pintér |